# サリム湖
サリム湖（中国語: 賽里木湖、拼音: Sàilǐmù hú、サイラム湖、サイラム・ノール）は中国の新疆ウイグル自治区、ボルタラ・モンゴル自治州（博爾塔拉蒙古自治州）、ボルタラ市（博楽市）にある湖。カザフスタンとの国境近く、ボロホロ山脈（天山山脈支脈）西部の高地にある。イリ地方の北端部、ジュンガル盆地の西端部の南側に位置する。南北約25km、東西約30km、流出河川は無い。元々は魚はいなかったが1998年以降、高白鮭（アイヅユキマス、Coregonus peled）の養殖が行われている。観光開発も行われており、2004年に中華人民共和国国家重点風景名勝区に、2021年に中国の5A級観光地に指定された。周囲は草原で放牧適地。